# 2012 no futebol
Lista com os campeões de futebol dos principais campeonatos do mundo em 2012:

## América do Sul

### Nacionais
| País      | Campeão                  |
| --------- | ------------------------ |
| Argentina | A - Arsenal              |
| Argentina | C - Vélez Sarsfield      |
| Bolívia   | A - The Strongest        |
| Bolívia   | C - The Strongest        |
| Brasil    | Fluminense               |
| Chile     | A - Universidad de Chile |
| Chile     | C - Huachipato           |
| Colombia  | A - Santa Fe             |
| Colombia  | C - Millonarios          |
| Equador   | Barcelona                |
| Paraguai  | A - Cerro Porteño        |
| Paraguai  | C - Libertad             |
| Peru      | Sporting Cristal         |
| Uruguai   | Nacional                 |
| Venezuela | Deportivo Lara           |

### Continentais
| Campeonato                   | Campeão         |
| ---------------------------- | --------------- |
| Copa Libertadores da América | Corinthians     |
| Copa Sul-Americana           | São Paulo       |
| Recopa Sul-Americana         | Santos          |
| Copa Suruga Bank             | Kashima Antlers |

## Europa

### Nacionais
| País                 | Campeão              |
| -------------------- | -------------------- |
| Albânia              | Skënderbeu Korçë     |
| Alemanha             | Borussia Dortmund    |
| Andorra              | FC Lusitanos         |
| Áustria              | FC Red Bull Salzburg |
| Azerbaijão           | Neftchi Baku         |
| Bélgica              | Anderlecht           |
| Bielorrússia         | BATE Borisov         |
| Bósnia e Herzegovina | Željezničar          |
| Bulgária             | Ludogorets Razgrad   |
| Cazaquistão          | Shakhter Karagandy   |
| Chipre               | AEL Limassol         |
| Croácia              | Dinamo Zagreb        |
| Dinamarca            | København            |
| Escócia              | Celtic               |
| Eslováquia           | MŠK Žilina           |
| Eslovênia            | Maribor              |
| Espanha              | Real Madrid          |
| Estônia              | Nõmme Kalju          |
| Finlândia            | HJK Helsinki         |
| França               | Montpellier          |
| Geórgia              | Zestafoni            |
| Grécia               | Olympiacos           |
| Holanda              | Ajax                 |
| Hungria              | Debreceni VSC        |
| Ilhas Faroe          | B36 Tórshavn         |
| Inglaterra           | Manchester City      |
| Irlanda              | Sligo Rovers         |
| Irlanda do Norte     | Linfield             |
| Islândia             | KR Reykjavík         |
| Israel               | Ironi Kiryat Shmona  |
| Itália               | Juventus             |
| Letônia              | FK Ventspils         |
| Lituânia             | FK Ekranas           |
| Luxemburgo           | F91 Dudelange        |
| Macedônia            | FK Shkëndija         |
| Malta                | Valletta             |
| Moldávia             | Dacia Chişinău       |
| Montenegro           | FK Budućnost         |
| Noruega              | Molde                |
| País de Gales        | The New Saints       |
| Polônia              | Śląsk Wrocław        |
| Portugal             | Porto                |
| República Tcheca     | Viktoria Plzeň       |
| Romênia              | CFR Cluj             |
| Rússia               | Zenit                |
| San Marino           | Tre Penne            |
| Sérvia               | Partizan             |
| Suécia               | Elfsborg             |
| Suíça                | FC Basel             |
| Turquia              | Galatasaray          |
| Ucrânia              | Shakhtar Donetsk     |

### Continentais
| Campeonato                | Campeão            |
| ------------------------- | ------------------ |
| Liga dos Campeões da UEFA | Chelsea            |
| Liga Europa da UEFA       | Atlético de Madrid |
| Supercopa Europeia        | Atlético de Madrid |

## América do Norte

### Nacionais
| País                    | Campeão               |
| ----------------------- | --------------------- |
| Costa Rica              | Herediano Alajuelense |
| El Salvador             | A - Águila            |
| El Salvador             | C - Isidro Metapán    |
| Estados Unidos e Canadá | Los Angeles Galaxy    |
| Honduras                | A - Olimpia           |
| Honduras                | C - Olimpia           |
| México                  | A - Santos Laguna     |
| México                  | C - Tijuana           |
| Trinidad e Tobago       | W Connection          |

### Continentais
| Campeonato                    | Campeão       |
| ----------------------------- | ------------- |
| Liga dos Campeões da CONCACAF | Monterrey     |
| Campeonato de Clubes da CFU   | Caledonia AIA |

## África

### Nacionais
| País                           | Campeão                       |
| ------------------------------ | ----------------------------- |
| África do Sul                  | Orlando Pirates               |
| Angola                         | CRD Libolo                    |
| Argélia                        | ES Sétif                      |
| Benin                          | ASPAC FC                      |
| Botsuana                       | Mochudi Centre Chiefs         |
| Burkina Fasso                  | ASFA Yennenga                 |
| Cabo Verde                     | Sporting Clube da Praia       |
| Camarões                       | US Douala                     |
| Chade                          | Gazelle FC                    |
| Comores                        | Djabal Club                   |
| Congo                          | AC Léopards                   |
| Costa do Marfim                | Séwé Sport de San-Pédro       |
| Djibouti                       | Association Sportive du Port  |
| Etiópia                        | Saint-George SA               |
| Gabão                          | CF Mounana                    |
| Gâmbia                         | Real de Banjul                |
| Gana                           | Asante Kotoko                 |
| Guiné                          | Horoya AC                     |
| Lesoto                         | Lesotho Correctional Services |
| Libéria                        | LISCR FC                      |
| Madagascar                     | AS Adema                      |
| Malauí                         | Silver Strikers               |
| Mali                           | Djoliba AC                    |
| Marrocos                       | Moghreb Tétouan               |
| Mauritânia                     | ASC Tevragh-Zeïna             |
| Moçambique                     | Maxaquene                     |
| Namíbia                        | Black Africa                  |
| Niger                          | Olympique de Niamey           |
| Nigéria                        | Kano Pillars                  |
| Quênia                         | Tusker                        |
| República Democrática do Congo | TP Mazembe                    |
| Reunião                        | SS Saint-Louisienne           |
| Ruanda                         | APR                           |
| São Tomé e Príncipe            | Sporting Clube do Príncipe    |
| Senegal                        | Casa Sports                   |
| Serra Leoa                     | Diamond Stars                 |
| Seychelles                     | St Michel United FC           |
| Suazilândia                    | Mbabane Swallows              |
| Sudão                          | Al-Hilal Omdurman             |
| Tanzânia                       | Simba FC                      |
| Togo                           | Dynamic Togolais              |
| Tunísia                        | Es Tunis                      |
| Uganda                         | Express FC                    |
| Zâmbia                         | Zanaco                        |
| Zanzibar                       | Super Falcon                  |
| Zimbabuê                       | Dynamos                       |

### Continentais
| Campeonato                    | Campeão        |
| ----------------------------- | -------------- |
| Liga dos Campeões da CAF      | Al-Ahly        |
| Copa das Confederações da CAF | AC Léopards    |
| Supercopa Africana            | Maghreb de Fes |

## Ásia

### Nacionais
| País            | Campeão                 |
| --------------- | ----------------------- |
| Arábia Saudita  | Al Shabab               |
| Austrália       | Brisbane Roar           |
| Bahrain         | Riffa                   |
| Bangladesh      | Abahani Limited         |
| Butão           | Druk Pol                |
| Camboja         | Boeung Ket Rubber Field |
| Cingapura       | Tampines Rovers         |
| China           | Guangzhou Evergrande    |
| Coréia do Sul   | Seoul                   |
| Emirados Árabes | Al Ain                  |
| Filipínas       | Global                  |
| Hong Kong       | Kitchee                 |
| Índia           | Dempo                   |
| Indonésia       | Semen Padang            |
| Irã             | Sepahan Isfahan         |
| Iraque          | Erbil                   |
| Japão           | Sanfrecce Hiroshima     |
| Jordânia        | Al-Faisaly              |
| Kuwait          | Qadsia                  |
| Laos            | Lao Police Club         |
| Líbano          | Al-Safa'                |
| Macau           | Ka I                    |
| Malásia         | Kelantan                |
| Maldivas        | New Radiant             |
| Mongólia        | Erchim                  |
| Nepal           | Nepal Police Club       |
| Omã             | Fanja                   |
| Qatar           | Lekhwiya                |
| Quirguistão     | Dordoi Bishkek          |
| Síria           | Al-Shorta               |
| Sri Lanka       | Ratnam                  |
| Tailândia       | Muangthong United       |
| Tajiquistão     | Ravshan Kulob           |
| Turcomenistão   | Balkan                  |
| Uzbequistão     | Pakhtakor Tashkent      |
| Vietnã          | SHB Đà Nẵng             |

### Continentais
| Campeonato                  | Campeão       |
| --------------------------- | ------------- |
| Liga dos Campeões da AFC    | Ulsan Hyundai |
| Copa da AFC                 | Al-Kuwait     |
| Copa dos Presidentes da AFC | Istiklol      |

## Oceania

### Nacionais
| País             | Campeão             |
| ---------------- | ------------------- |
| Ilhas Salomão    | Solomon Warriors FC |
| Nova Zelândia    | Waitakere United    |
| Papua Nova Guiné | Hekari United       |
| Taiti            | Dragon              |
| Vanuatu          | Amicale FC          |

### Continentais
| Campeonato               | Campeão       |
| ------------------------ | ------------- |
| Liga dos Campeões da OFC | Auckland City |

## Copa do Mundo de Clubes
| Copa do Mundo de Clubes da FIFA de 2012 |
| --------------------------------------- |
| CORINTHIANS 2° Título                   |